# Stensgaard (Svanninge Sogn)
 For alternative betydninger, se Stensgaard. (Se også artikler, som begynder med Stensgaard)
Steensgaard er en gammel sædegård, som nævnes første gang i 1391. Gården ligger i Svanninge Sogn, Sallinge Herred, Faaborg Kommune på vejen imellem Millinge og Faldsled. Hovedbygningen er opført i 1523 og ombygget i 1625. I en årrække blev den brugt som Herregårdspension, men fungerer i dag som privat bopæl. Da Ann Kersti Møller Wiesinger og Henning Wiesinger overtog godset i 2010, blev det omlagt til økologi og i 2013 slog de dørene op for Danmarks første økologiske principlandbrug med hele værdikæden fra jord til bord samlet på et sted. Således har gården udover landbruget også eget slagtehus, gårdbutik og restaurant - i 2018
Steensgaard Gods er på 900 hektar.

## Ejere af Steensgaard
- (1391-1405) Albert Andersen Eberstein
- (1405-1412) Elsebe Henningsdatter Podebusk gift Eberstein
- (1412-1433) Bjørn Olufsen Bjørn
- (1433-1460) Johan Bjørnsen Bjørn
- (1460-1490) Anders Joachimsen Bjørn
- (1490-1494) Anne Andersdatter Bjørn gift Emmiksen
- (1494-1523) Otto Emmiksen
- (1523-1526) Anne Andersdatter Bjørn gift Emmiksen
- (1526-1566) Anders Ottosen Emmiksen
- (1566-1568) Agnete Jacobsdatter Reventlow gift Emmiksen
- (1568-1594) Otto Andersen Emmiksen
- (1594-1612) Mette Andersdatter Emmiksen gif Tidemand
- (1612-1617) Melchior Ulfstand
- (1617-1625) Stygge Høg
- (1625-1648) Sidsel Styggesdatter Høg gift Munk
- (1648-1655) Wenzel Rothkirch
- (1655-1688) Christian Rothkirch
- (1688-1689) Sophie Schult gift Rothkirch
- (1689-1712) Jens Christensen Heden Hein
- (1712-1751) Frederik Jensen Heden Hein
- (1751-1760) Susanne Henriksdatter Brahe gift Hein
- (1760-1786) Preben Brahe
- (1786-1787) Axel Frederik Bille Brahe
- (1787-1789) Henrik Bille Brahe
- (1789-1857) Preben Bille Brahe
- (1857-1875) Henrik Bille Brahe
- (1875-1897) Preben Charles Bille-Brahe-Selby
- (1897-1938) Henrik Bille-Brahe-Selby
- (1938-1956) Michael Th. Hansen
- (1956-1963) Enke Fru Jozzi Hansen
- (1963-1996) Carl Peter Michael Hansen
- (1996-2010) Steensgaard Gods ApS v/a Familien Hansen
- (2010-2021) Ann Kersti Møller Wiesinger / Henning Wiesinger
- (2021 -) Anders Thorgaard

## Steensgaard Station
Steensgaard fik station på Odense-Nørre Broby-Fåborg Jernbane (1906-1954), endda med læssespor. Godsejeren på Steensgaard var banens største finansielle støtte. Under 1. Verdenskrig blev der anlagt et kort stikspor og bygget en siderampe af gamle sveller til brug ved læsning af roevogne fra Steensgaard. Stationsbygningen er bevaret på Assensvej 371.